# بوبي كوك
بوبي كوك (بالإنجليزية: Bobby Cook)‏ (13 يونيو 1924 في المملكة المتحدة - 1997) هو لاعب كرة قدم بريطاني (وحمل سابقاً جنسية المملكة المتحدة لبريطانيا العظمى وأيرلندا) في مركز الوسط. لعب مع توتنهام هوتسبير ونادي ريدنغ ونادي واتفورد وLetchworth F.C. ‏.